# Tremplin Heini Klopfer
Le tremplin Heini Klopfer, est un tremplin de vol à ski situé à Oberstdorf en Allemagne. C'est l'un des cinq tremplins de vol à ski en activité dans le monde.
Il est nommé en hommage à Heini Klopfer (de) (1918-1968), l'architecte de ce tremplin et de nombreux autres, qui fut également sauteur à ski de niveau international.